# Georgie Auld
Georgie Auld (Toronto, 19 de mayo de 1919 – 9 de enero de 1990) fue un músico canadiense de jazz, saxofonista tenor, clarinetista y director de big band.
Aunque nació en Toronto, vivió en los Estados Unidos desde finales de los años 20 en adelante. 
Fue conocido especialmente por sus colaboraciones con el trompetista Bunny Berigan (1908 - 1942), Artie Shaw, Benny Goodman, Erroll Garner, Dizzy Gillespie, el trompetista Al Porcino (n. 1925), Billy Eckstine, el baterista Tiny Kahn (1923 - 1953), Frank Rosolino y otros. En principio era un saxofonista de swing, pero también dirigió y formó muchas big bands en su carrera, como la Georgie Auld and His Orchestra y también después la Georgie Auld and His Hollywood All Stars. También realizó algunas incursiones en el rock 'n' roll para Alan Freed en 1959.
En 1977, Georgie Auld tóco en la película New York, New York, y también fue asesor técnico de esa producción. Falleció en Palm Springs, California.